# Шемякин, Владимир Леонидович
Владимир Леонидович Шемякин (род. 16 апреля 1969, Ревякино, Тульская область, РСФСР, СССР) — российский политик, антикризисный менеджер, депутат Государственной Думы Федерального Собрания Российской Федерации VI созыва, предприниматель, бывший генеральный директор ФКП «Росгосцирк».

## Биография
Родился 16 апреля 1969 года в посёлке Ревякино (Ясногорский район Тульской области, РСФСР, СССР).
В 1987 году окончил кооперативное среднее профтехучилище Тулоблпотребсоюза.
В 1988-1989 годах прошёл службу в рядах Вооружённых сил СССР.
В 1994 году окончил Тульский государственный педагогический институт (ныне — университет) им. Л. Н. Толстого по специальности «Русский язык и литература». В 2003 году получил степень магистра делового администрирования по специализации «Стратегический менеджмент и предпринимательство» в Академии народного хозяйства при правительстве РФ (ныне — Российская академия народного хозяйства и государственной службы при президенте РФ).
В середине 1990-х — начале 2000-х годов Владимир Шемякин работал в различных отраслях народного хозяйства.
В 2001—2002 годы занимал руководящие посты в ЗАО «Кока-Кола боттлерз», OOO «Пепсико холдингс».
С 2003 по 2007 годы Владимир Шемякин являлся генеральным директором ООО «Юнимилк». Управлял деятельностью 34 дочерних предприятий и 120 дилерскими офисами продаж компании в России.
В 2007—2011 годы возглавлял ЗАО "Видео Интернешнл «Тренд»".
В 2011—2013 годы — депутат Государственной думы РФ VI созыва.
В декабре 2011 года избран депутатом Государственной Думы шестого созыва от Республики Марий Эл. С декабря 2011 года по октябрь 2013 года занимал пост заместителя председателя думского комитета по делам национальностей. Входил во фракцию «Единая Россия».
25 октября 2013 года Госдума досрочно прекратила полномочия депутата Шемякина в связи с переходом на другую работу. Освободившийся мандат перешёл Ларисе Яковлевой.
28 октября 2013 года стало известно, что Шемякин назначен первым заместителем генерального директора «Газпром-медиа».
С 4 февраля 2014 года Владимир Шемякин осуществляет оперативное руководство телевизионным сейлз-хаусом «Газпром-медиа», совмещая свои обязанности с должностью заместителя генерального директора ООО «Газпром-медиа».
6 апреля 2019 года был назначен исполняющим обязанности генерального директора «Росгосцирка».
18 сентября 2019 года стал победителем конкурса на эту должность.
8 октября 2019 года Владимир Шемякин назначен генеральным директором Российской государственной цирковой компанией Росгосцирк.
15 декабря 2020 года стало известно, что Владимир Шемякин написал заявление об увольнении по собственному желанию с должности генерального директора Росгорцирка.
С 2021 года – председатель совета директоров Группы Компаний «Медиа Траст», владеющей медиаактивами (радио, ТВ, интернет, наружная реклама) в Тульской, Калининградской, Тюменской областях и Республике Марий Эл.

## Скандалы
Деятельность Владимира Шемякина на посту генерального директора ФКП «Росгосцирк» сопровождалась коррупционными скандалами, обвинениями со стороны циркового сообщества в некомпетентности, проблемами с надзорными органами. Всего за год с небольшим, пока Шемякин руководил ФКП «Росгосцирк» органами Прокуратуры ему было вынесено более 30 предписаний, связанных с нецелевым использованием денежных средств, злоупотреблениями полномочиями, нарушением условия предоставления субсидий.
25 мая 2020 года был дисквалифицирован судом за повторное нарушение предписания Прокуратуры сроком на 6 месяцев. 22 июня 2020 года Ленинский районный суд Самары отменил решение о дисквалификации Владимира Шемякина за отсутствием состава административного правонарушения.
1 октября 2020 года телеканал «Рен ТВ» опубликовал информацию о возбуждении уголовного дела по факту крупного мошенничества с бюджетными деньгами, выделенными для обеспечения ФКП «Росгосцирк». По данным телеканала руководство «Росгосцирка» было заподозрено в мошенничестве, хотя на момент публикации дело было возбуждено в отношении неопределённого круга лиц.
По данным ряда СМИ Владимир Шемякин и ряд лиц из его окружения были допрошены на предмет причастности в уголовному делу, возбуждённому по фактам мошенничества, связанными с двойной продажей квартир в многоквартирном доме, построенном для переселенцев в городе Алексин Тульской области, а также ликвидацией зоны отдыха «Заполярье». Юристы Шемякина подтвердили возбуждение уголовного дела в отношении неопределённого круга лиц, но сообщили, что по данному факту гражданский суд вынес отказ в удовлетворении иска. Однако, по данным издания «Тульские новости» решение суда в законную силу не вступило и было обжаловано, уголовное дело было возбуждено уже после решения гражданского суда, а сам факт мошенничества не был предметом разбирательства в суде. Расследование уголовного дела продолжается.
8 июля 2021 года ведущие региональные издания "Тульские новости" и  "Тульская пресса" опубликовали  информацию,  что 24 июня 2021 года  апелляционная инстанция Мосгорсуда  отменила решение суда  первой инстанции и  взыскала в адрес  истца 90  миллионов рублей,  а поведение  ответчика, имеющего непосредственное отношение к Владимиру Шемякину, признано  недобросовестным. Решение суда  вступило  в законную  силу. Согласно  сведениям  СМИ истец, проходящий потерпевшим  по  возбужденному уголовному делу,  исследующее те же факты с  теми  же лицами,  что  и  гражданский суд  прямо обвинил  Владимира Шемякина в  рамках  уголовного  дела не только  в мошенничестве, но и в создании  организованной преступной группы. По сведениям источников СМИ Владимиром  Шемякиным  предпринимаются активные действия для развала  уголовного  дела.  Расследование,  в котором Владимир  Шемякин продолжает  оставаться свидетелем,  продолжается.

## Личная жизнь
Сын, две дочери.

## Увлечения
Увлекается плаванием, бадминтоном и шахматами.